# 丹生川上中社のツルマンリョウ自生地

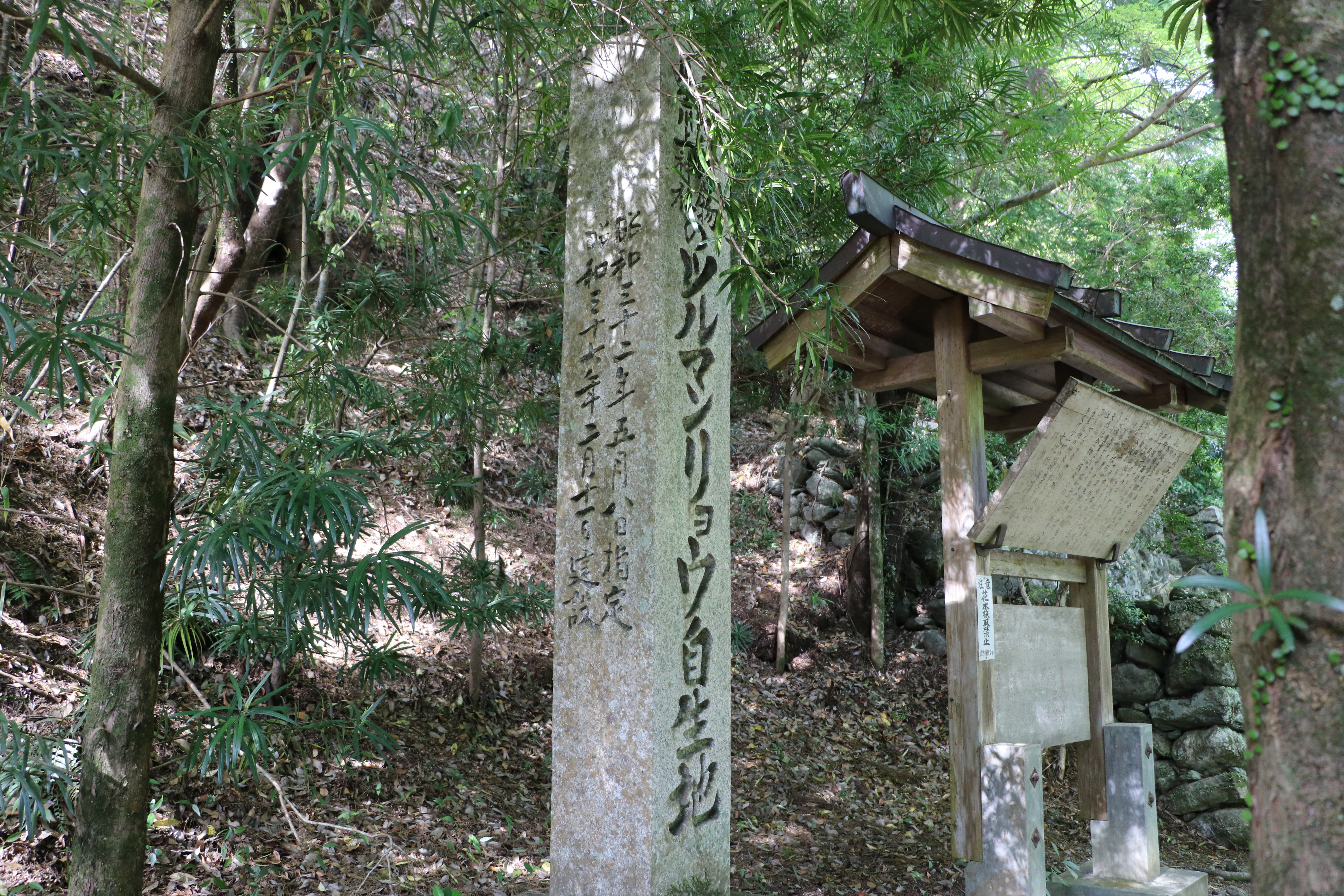
丹生川上中社のツルマンリョウ自生地天然記念物指定石碑。神社社務所上手に隣接する「蟻通」バス停の脇にある。2023年5月10日撮影。

丹生川上中社のツルマンリョウ自生地（にうかわかみなかしゃのツルマンリョウじせいち）は、奈良県吉野郡東吉野村の丹生川上神社境内にある国の天然記念物に指定されたツルマンリョウの自生地である。
ツルマンリョウ（蔓万両、学名：Myrsine stolonifera (Koidz.) E.Wakler) 英語: Myrsine stolonifera ツルマンリョウ (Q10890225)は、サクラソウ科の常緑ほふく性低木、またはつる性小低木とも言われる南方系の植物であり、日本名の「蔓万両」はマンリョウ（万両）に似た赤い実をつけ、全体的に半つる状であることからきている。APG植物分類体系第3版でサクラソウ科とされるまでは、長い間ヤブコウジ科に分類されていた。
日本国内では非常に珍しい植物であり、主な生育地は台湾および中国華中華南の温暖な地方である。日本での自生地は当地を含む奈良県内の数カ所と、広島県と山口県のごく一部、そして屋久島と沖縄本島北部のみという、著しく分布の連続性に欠ける隔離分布が特徴で、奈良県内の自生地はツルマンリョウの分布北限である。
自生地は丹生川上神社境内の背後の山腹であるが、神社関係者以外立ち入り禁止となっているため、現地を訪ねてもツルマンリョウを見学することは出来ない。しかし丹生川上神社境内は日本国内における最大規模のツルマンリョウの自生地として稀有のものであり、その分布域の北限にあたるため、1957年（昭和32年）5月8日に「丹生川上中社のツルマンリョウ自生地」の名称で国の天然記念物に指定された。

## 解説

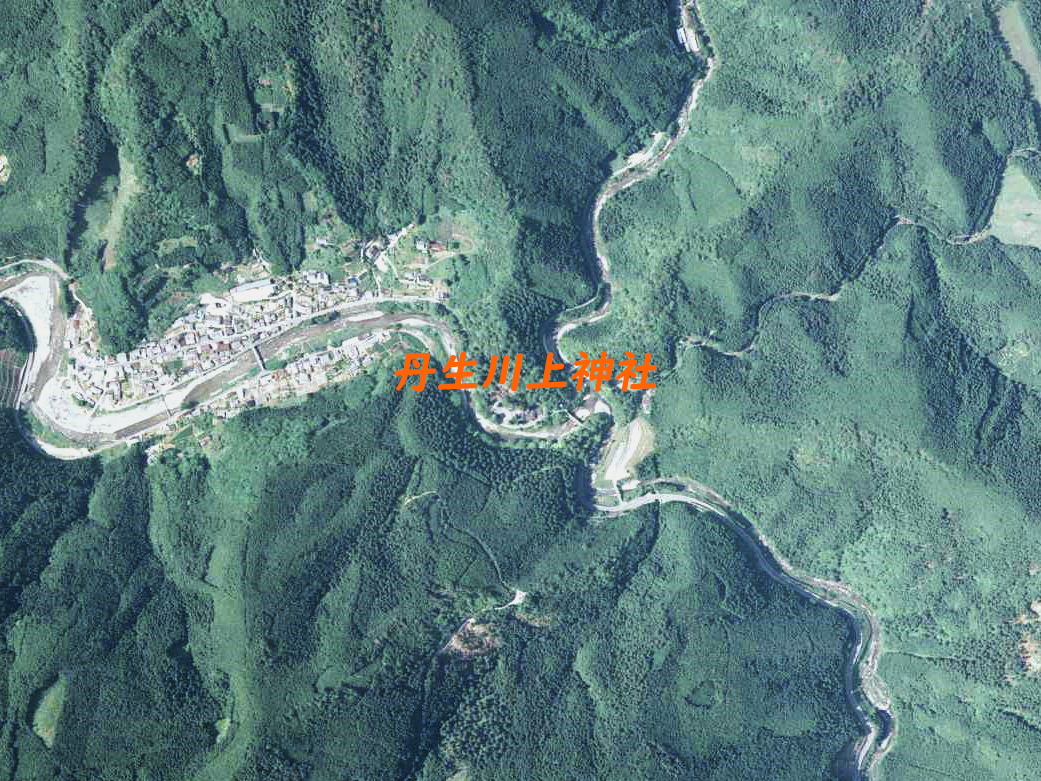
丹生川上神社周辺の空中写真。。1999年5月17日撮影。

丹生川上中社のツルマンリョウ自生地は奈良県中東部の吉野郡東吉野村にある丹生川上神社の境内に所在する。東吉野村は奈良県内では吉野川と呼ばれる紀の川上流部の支流である高見川流域にあり、一帯はスギやヒノキに覆われた山々が連なる自然豊かな山村である。丹生川上神社は東吉野村役場から高見川沿いを上流方向へ2キロメートルほど遡った川の右岸、同村の小（おむら）地区に鎮座しており、国の天然記念物に指定されたツルマンリョウ自生地は、神社社殿の背後にある小牟漏（こむろ）岳と呼ばれる裏山の西側から南側にかけた山腹の、ウラジロガシ、イチイガシ、モチノキなどの暖帯林の林床に約1ヘクタールにおよぶ大群落を形成している。
ツルマンリョウは日本国内では希少な種であるが、不思議なことに奈良県内の中でも吉野川流域の龍門地区に限って複数の自生地があり、丹生川上神社から下流にある吉野川沿いの大名持神社の社叢である妹山で1922年（大正11年）9月または10月（後述）に採集されたものが、 植物学者の小泉源一によって翌1923年（大正12年）に Anamtia stolonifera Koidz. として記載されたことが最初であるとされ、この時に小泉が記した属名の Anamta は大名持神社の祭神「大己貴神」に因んでいる。
後にこの植物は中井猛之進が1911年（明治44年）に台湾で採取し、ツルアカミノキと名付けていたものと同一であったことが判明しており、妹山での発見と同年の1922年12月10日には鹿児島県屋久島の尾之間でも採集されている。なお、小泉はこの原記載で基準標本の産地を Prov. Yamato. Riumonmura, leg Ipse！ Sept.1922 としているが、京都大学植物教室の標本では1922年10月9日採集の標本が基準標本とされており、記載にある9月の標本は存在しない。
今日一般的に使用されているツルマンリョウの学名 Myrsine stolonifera (Koidz.) E.Wakler は、アメリカの植物学者で沖縄や琉球諸島の植物研究者として知られるエグバート・ウォーカー（Egbert Hamilton Walker）が Myrsine marginata Mez は命名規約上使用できないという理由から、Anamtia stolonifera Koidz.と組み合わせて1940年（昭和15年）に作った学名である。
丹生川上神社のツルマンリョウが最初に採集されたのは妹山と同じく小泉源一によるもので、採集された時期も1922年の10月12日とほとんど同じであるが、厳密には採集地は小牟漏岳（旧小川村）と記録されており、この標本は東京大学植物教室の標本室に所蔵されている。
その後長期間にわたり奈良県内のツルマンリョウ自生地は妹山と小牟漏岳（丹生川上神社の裏山）の2カ所とされてきたが、1950年（昭和25年）から翌年にかけて、奈良女子大学植物学教室の菅沼孝之と同教授の小清水卓二らにより、吉野川流域の龍門地区一帯の複数の社叢からツルマンリョウの自生地が新たに数カ所発見された。新たな自生地は、吉野郡吉野町の龍門寺跡、同町山口高鉾神社、同町三茶屋大井谷大明神、同郡東吉野村の鷲家神社、宇陀郡内牧村（現宇陀市榛原）の内牧初生寺、同村檜原の御井神社で、これらは奈良県の天然記念物に指定された。これに従来から知られていた妹山と丹生川上神社の2つの国指定天然記念物を合わせて、8カ所のツルマンリョウ自生地が奈良県内の中東部に偏って存在することが分かったが、このうち吉野町の龍門寺塔跡のツルマンリョウは当地の史跡整備に伴う工事の影響により絶滅している。この絶滅について菅沼は、建造物に対する文化財整備により、ツルマンリョウ自生地というもう一つの文化財を失ったと指摘している。
その他の自生地は丹生川上神社を含め保護対策や生育状況は良好であり、希少性の高い本種は研究対象として植物学者らによる調査が行われている。ツルマンリョウは雌雄異株で、雄花には5本の雄しべと発育の悪い雌しべ1本、雌花には5本の雄しべと中央に太い雌しべ1本がある。このうち雌花はしおれたまま越冬して翌年の5月頃から子房が膨らみ始め、直径5から6ミリメートルの液果が生じ、秋に熟してマンリョウの赤い実に似る。葉は互生する細長い両端が尖った楕円球状をしており、長さは4から9センチメートル、幅は1から3センチメートルで、濃緑色をした革質で、初夏のころ葉腋に黄白色の小花を束状に付ける。
外見上特徴的なのは茎の成長形態であり、小低木であるが高さ1メートルから1.5メートルに達すると自立することが出来ず倒れてしまい、そのまま地面を這うようになり、再び先端部から立ち上がるという特殊な生態を持ち、茎の長さが3メートルになったとしても樹高3メートルというような植物体を支えることのできない種である。そのため一見するとつる植物のようにも見える。

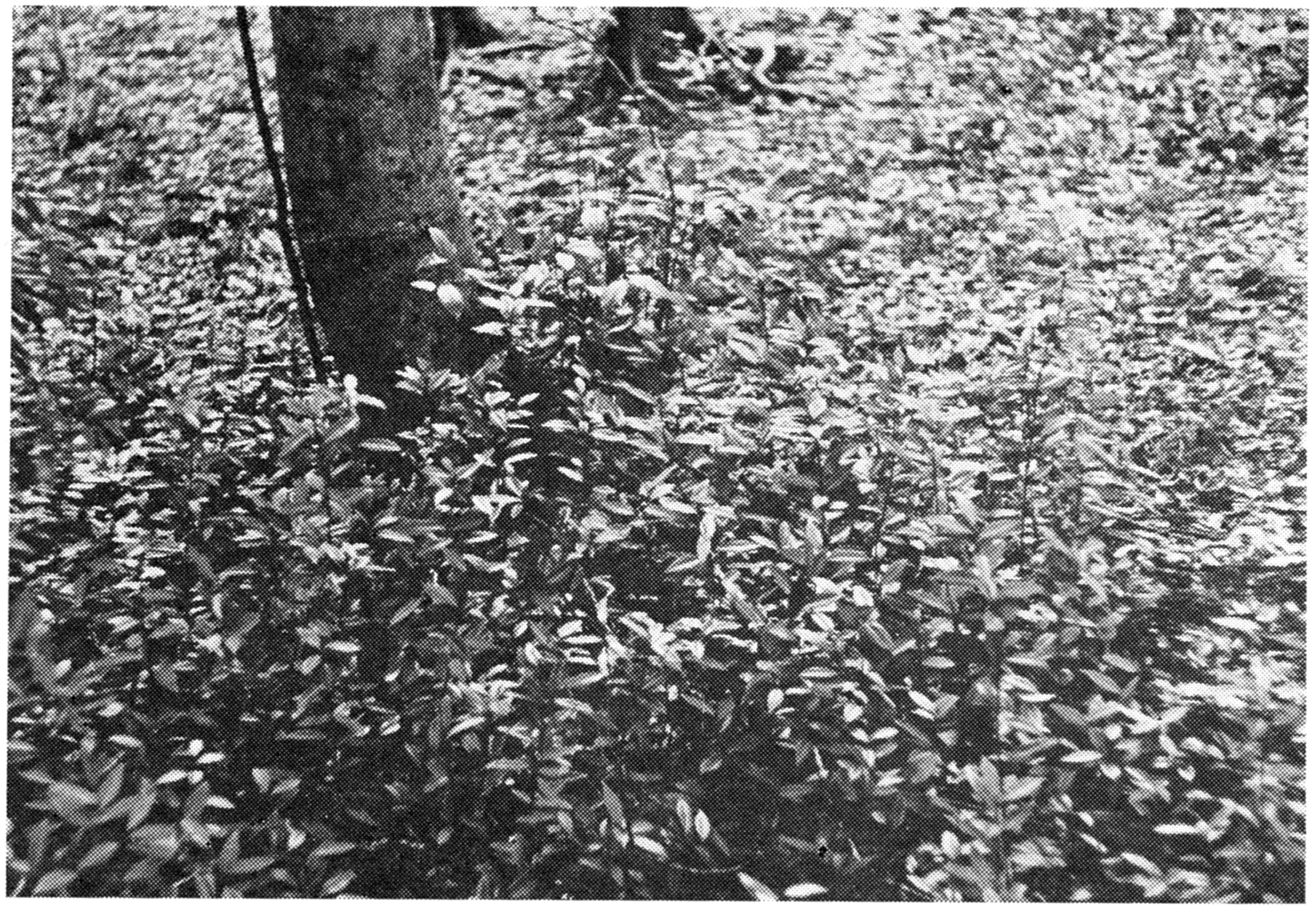
1955年（昭和30年）頃に撮影された丹生川上中社のツルマンリョウ。
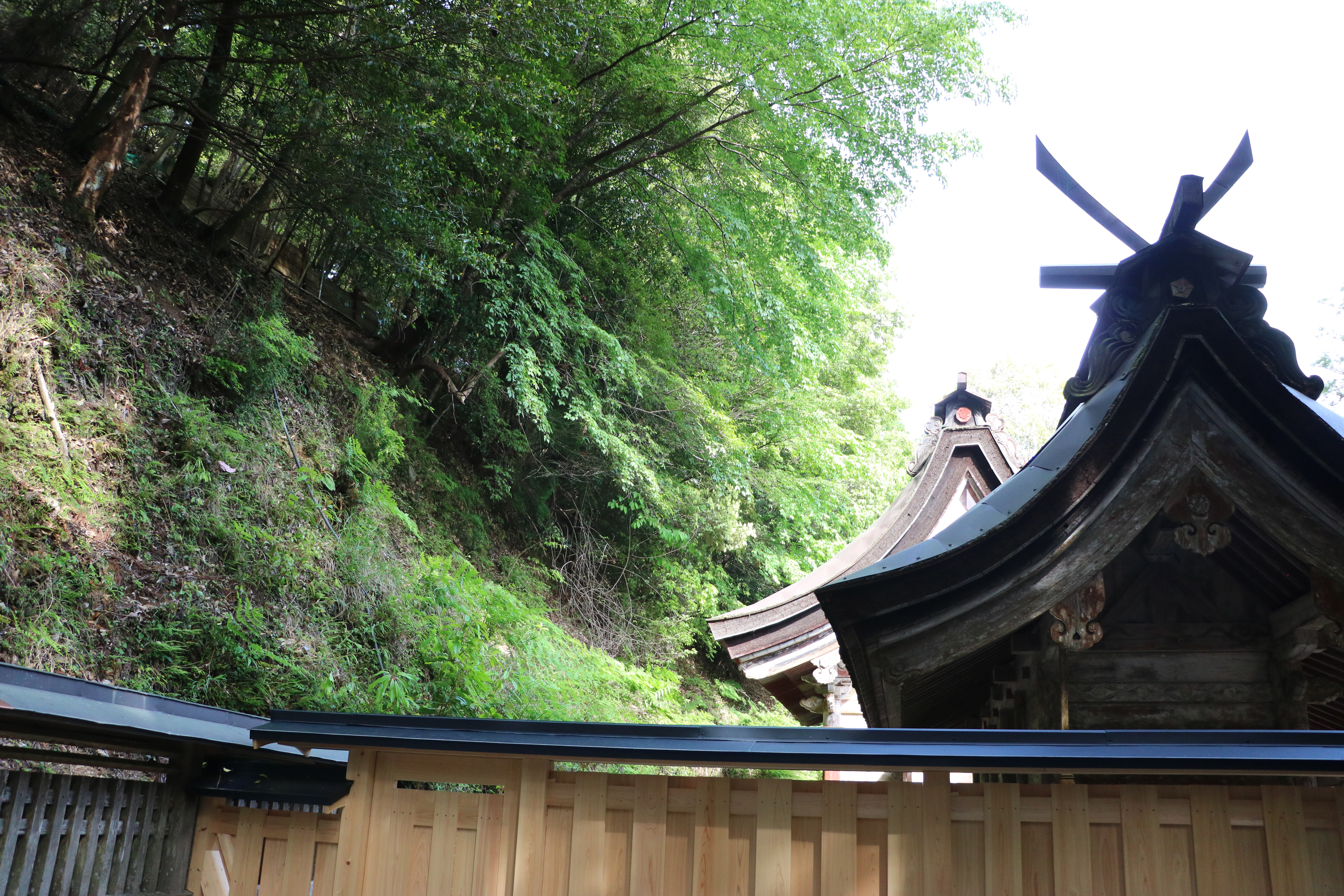
社殿背後の裏山（小牟漏岳）に自生地がある。
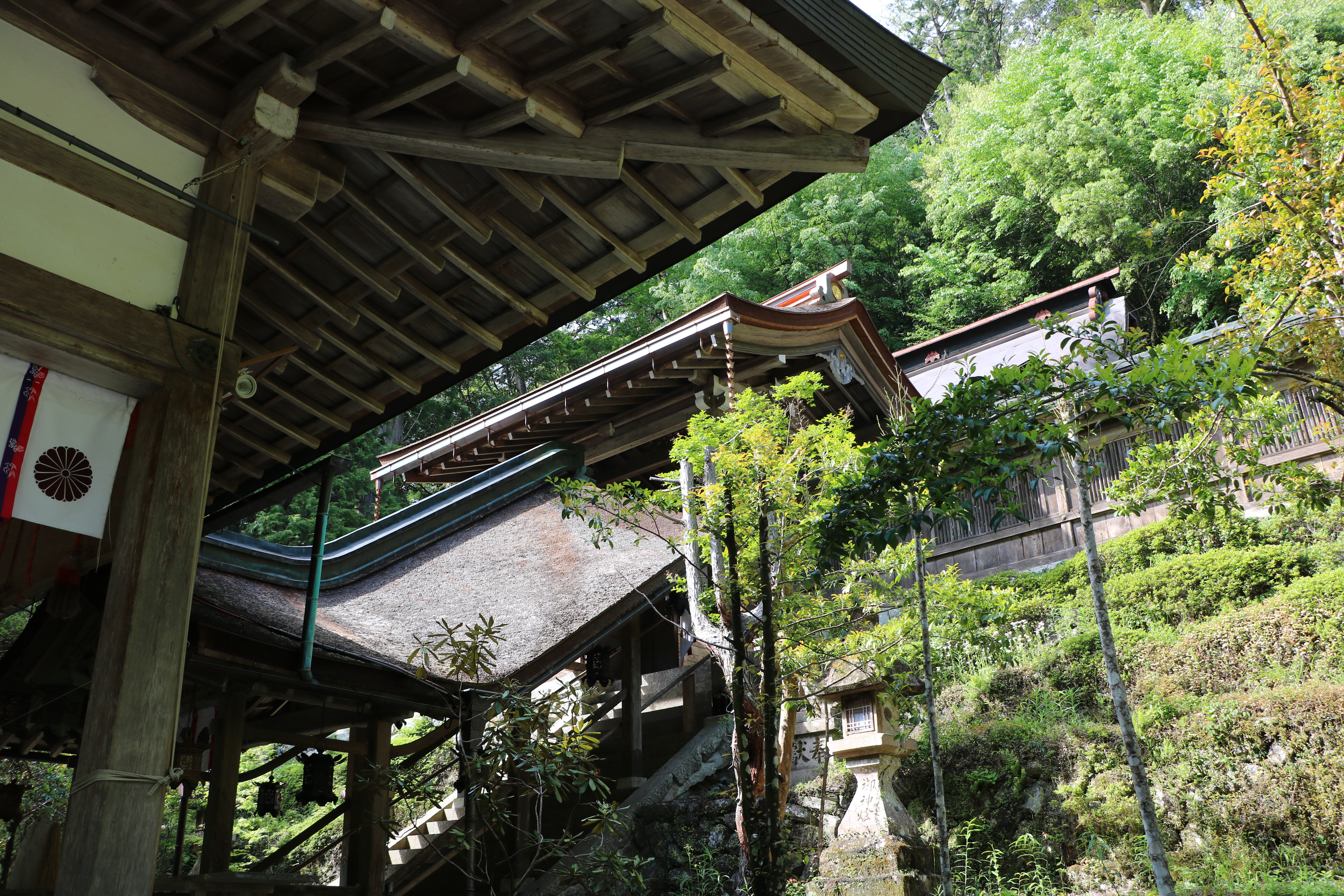
社殿背後の裏山（小牟漏岳）に自生地がある。

## 交通アクセス
（ここでは丹生川上神社へのアクセスを示す）
所在地
- 奈良県吉野郡東吉野村大字小968[20]。

交通
- 近畿日本鉄道大阪線榛原駅下車、奈良交通バス「東吉野村役場」行き乗車。「東吉野村役場」下車。東吉野村コミュニティバス「小川大又線」乗車、「蟻通」下車/平日のみ[20]。
- 最寄りの自動車専用道路出入口[20]。
  - 名阪国道針インターチェンジ。
  - 西名阪自動車道天理インターチェンジ。